# Stmívání (filmová série)
Sága Stmívání (anglicky The Twilight Saga) je série filmů natočených podle knižní řady americké autorky Stephenie Meyer. V hlavních rolích se objevují Robert Pattinson jako Edward Cullen, Taylor Lautner jako Jacob Black a Kristen Stewartová jako Bella Swan.

## Díly

### Stmívání
První díl je Twilight sága: Stmívání. Bella byla vždy trochu jiná. Když se její máma znovu vdala, Bella se rozhodla sblížit se svým otcem a nastěhovala se k němu do malého deštivého městečka Forks, aniž by čekala, že se její život změní. Na první hodině v nové škole ji posadí k tajemnému a okouzlujícímu Edwardu Cullenovi, klukovi, který je jiný než všichni, které doteď potkala. Ve škole se o něm šíří zvláštní zvěsti, stejně tak o jeho sourozencích - Alice, Jasperovi, Emmettovi a Rosalii, se kterými vždy sedává osamocený u jednoho stolu ve školní jídelně. I navzdory varování kamarádů Bellu Edward neskutečně přitahuje, zdají se jí o něm sny. Postupně začne mít podezření, že Edward není úplně obyčejný kluk, jelikož zabránil jedoucímu autu, aby ji přejelo. Bella se od kamaráda Jacoba dozví legendu jeho kmene, v níž se hovoří o nenávisti mezi Culleny a jeho kmenem. Bella si proto pořídí knihu o těchto legendách, kde zjistí, že Edward je upír. Upíři jsou totiž super rychlí, super silní, mají studené ruce... což všechno na Edwarda sedí. Edward se Belle snaží vyhýbat, ale zajímá ho a přitahuje, stejně jako on ji. Snaží se ji odradit a zastrašit, ale Bella z něj za žádnou cenu nemá strach. Nakonec se dají dohromady.
Důležitá část filmu: Edward Bellu vezme se svou rodinou na baseball. Uprostřed hry přijdou tři upíři - James, Viktoria a Laurent. James ucítí Bellinu krev a rozhodne se ji ulovit. Edward svede Jamese na falešnou stopu, ale ne na dlouho. Bella se s Alicí ukryje, ale poté, co jí James zavolá a vyhrožuje, že zabije její matku, vydá se mu Bella napospas. Na místě srazu v baletním sále na ni čeká James a ona zjistí, že hlas její matky, který mluvil do telefonu, byl z cédéčka. Bella stříkne Jamesovi pepřák do obličeje, ale ten na něj nemá žádný účinek. James ji zraní a kousne do ruky, ale odtrhne ho Edward, který tam dorazil jako první. Mezitím co se s Jamesem pere, Bellu trýzní jed, který se jí dostal do těla. Dorazí i zbytek rodiny Cullenových a zničí Jamese. Edward musí vysát Belle jed z rány, ale jen těžce se odtrhne.

### Nový měsíc
Druhý díl série je Twilight sága: Nový měsíc. Na neplánované oslavě Belliných 18. narozenin u rodiny upírů Cullenových se Bella omylem řízne o papír a začne jí téct krev, což je nesmírné pokušení pro všechny. Jasper to nevydrží a vrhne se na Bellu v touze po krvi, ale ostatní mu v tom zabrání. Edward se proto rozhodne, že musejí odejít, aby se to už nestalo a Bellu s těžkým srdcem opustí. Bella nejméně půl roku skoro s nikým nemluví. Truchlí a každý den píše alespoň Alice emaily. Bohužel ta nikdy neodepíše. Bell se rozhodla jít s kamarádkou Jessicou z kina, aby o ní otec neměl takové starosti, kde poznala motorkáře, kteří nevypadali zrovna mile. Když se k nim vydala, najednou se jí zjevil Edward a varoval ji, ať k nim nechodí. Ona však jeho varování neuposlechla. Zjistila, že vždy, když jí hrozí nebezpečí, se objeví Edward (nebo spíš jeho duch) a varuje ji. Rozhodne se proto vyhledávat adrenalin. Velkou oporou jí je její přítel Jacob, o kterém se zanedlouho dozví, že je vlkodlak. Když skočí z vysoké skály, málem umře, ale naštěstí ji Jacob včas vytáhne. Alice se objeví v jejich domě, protože měla vidění že Bella skočí, ale ne že se vynoří. Edward se mezitím od Rosalie dozví, proč Alice jela do Forks, a chystá se jet do Itálie k Volturiovím, aby mu pomohli umřít, protože již nechtěl bez Belly žít. Volturiové ho však odmítnou, a tak se rozhodne veřejně se všem ukázat na slunci (jeho kůže se totiž začne třpytit jako diamant). Bella ho však včas zachrání, ale pod podmínkou Volturiových ji Edward musí proměnit, jinak ji zabijí. A tak se Cullenovi vrátí zpátky do Forks.
Důležitá část filmu: Bella jde na louku, kde byli kdysi s Edwardem a tam potká Laurenta, který se ji pokusí zabít, ale nepodaří se mu to, jelikož ho zastaví vlci - vlkodlaci. Také naštve jednoho z vlkodlaků, který na ní pak zaútočí a zachrání jí jen Jacob.

### Zatmění
Třetím dílem série je Twilight sága: Zatmění. Bellu a Edwarda čeká maturita a poté už Edward Bellu musí přeměnit. Záhadně se zde ale objeví Viktorie, která jde po Belle a vytváří armádu novorozenců (jelikož jsou upíři jako novorozenci nejsilnější). Alice měla vidění, ale neví, že za tím stojí Viktorie. Musejí bojovat. Jacob rozhodne, že vlci budou bojovat také a tak Jasper (má s novorozenými upíry zkušenosti) všechny na boj začal připravovat. Při boji Cullenovi a vlci všechny novorozence zničí, ale Viktorie Edwarda s Bellou, kteří se boje nezúčastnili, najde. Edward však za pomoci Belly zničí Viktorii a vrátí se zpět ke Cullenovým. Objeví se ale zde Volturiovi, kteří zjistili, že Bella je pořád člověk. Edward požádá Bellu o ruku a ona přijme.

### Rozbřesk, část 1
Rozbřesk je rozdělen do dvou částí z důvodu složitosti obsahu knižní předlohy. Premiéra 1. části byla 18. 11. 2011 - Česká premiéra: 17. 11. 2011. Celkový rozpočet pro natočení filmu byl 263 milionů dolarů. Došlo také k oficiálnímu upřesnění stopáže - 2 hodiny a 15 minut.
Čtvrtý díl ságy začíná svatbou upíra Edwarda a lidské dívky Belly. Poté se prostředí změní na ostrov Esme (ostrov vlastní Edwardova nevlastní matka Esme), kde tento pár zažije své líbánky. Ty však do příběhu vnesou první problém. Bella totiž otěhotní. Edward rozhodne, že se musejí okamžitě vrátit domů, kde chce dítě s pomocí ostatních usmrtit. Myslí si totiž, že pro Bellu představuje smrtelné nebezpečí. Ta si však samozřejmě chce své dítě ponechat. Problém je v nepřirozeně rychlém růstu plodu a Bellině neschopnosti sníst lidské jídlo. Tato komplikace se díky Jacobovi vyřeší, a to tak, že začne pít ve sklenici darovanou lidskou krev. Tím zachrání sebe i dítě před vyhladověním. Následuje obtížný porod, kdy se Edward musí svými zuby prokousat skrz její kůži. Poté ji ještě Edward vrazí do srdce injekci s jeho upířím jedem. Na světě se tak objeví jejich dcera se jménem Renesmee a Bella se promění v upíra.

### Rozbřesk, část 2
Twilight sága: Rozbřesk - 2. část. Závěrečná část upírské ságy nás naposledy zavede do světa, kde upíři a vlkodlaci bojují nejen o svou lásku, ale i o vlastní životy. Nově porodivší upírka Bella a její manžel Edward mohou být konečně navždy spolu a šťastní, ale příchod jejich pozoruhodné dcery Renesmee uvede do pohybu nebezpečný řetězec událostí, které pro ně mohou skončit katastrofou. Rodina Cullenových se ale rozhodne bojovat a kontaktuje přátele z celého světa, aby spojili své síly a postavili se vládnoucímu rodu Volturiových. Velkolepá bitva, kde vítězství může vše změnit, právě začíná. 

## Ceny a ocenění

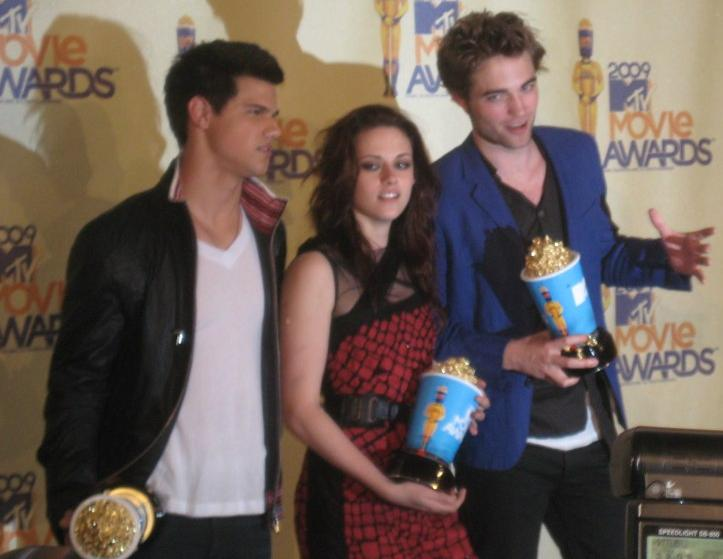
(zleva) Taylor, Kristen, Robert na předávání cen MTV

### Výsledky z MTV Movie Awards 2009
- Best fight - Robert Pattinson and Cam Gigandet
- Breakthrough performance male - Robert Pattinson
- Best kiss - Robert Pattinson and Kristen Stewart
- Best female performance - Kristen Stewart
- Best movie - Twilight sága: Stmívání

### Výsledky z Teen Choice Awards 2009
- Choice Movie Fresh Face Female - Ashley Greene
- Choice Movie Fresh Face Male - Taylor Lautner
- Choice Male Hottie - Robert Pattinson
- Choice Movie Drama
- Choice Movie Romance
- Choice Movie Villain - Cam Gigandet
- Choice Movie Liplock - Kristen Stewart a Robert Pattinson
- Choice Movie Rumble - Robert Pattinson a Cam Gigandet

### Výsledky MTV Movie Awards 2010
- Best male performance : Robert Pattinson
- Best female performance : Kristen Stewart
- Best kiss : Twilight Saga : New Moon - Robert Pattinson and Kristen Stewart
- Best movie - Twilight Saga : New Moon

Mimo těchto cen, získaly zatím všechny filmy dohromady už 12 nominací na Zlatou malinu.